# Ian Stewart (matematyk)
Ian Stewart (ur. 24 września 1945 w Kencie) – brytyjski matematyk, pisarz popularnonaukowy i  fantastycznonaukowy. Specjalizuje się w układach złożonych, jest pracownikiem naukowym Uniwersytetu Warwick, współpracownikiem „Scientific American” i „New Scientist”, konsultantem Encyklopedii Britannica.

## Publikacje
Jest autorem wielu książek popularnonaukowych, z których na język polski przetłumaczono:
- Liczby natury
- Listy do Młodego Matematyka
- Histerie matematyczne
- Krowy w labiryncie i inne eksploracje matematyczne
- Czy Bóg gra w kości?
- Załamanie chaosu i Wytwory rzeczywistości (z biologiem Jackiem Cohenem)
- Nauka Świata Dysku I, II, III, IV (z Jackiem Cohenem i Terrym Pratchettem)
- Oswajanie nieskończoności. Historia matematyki
- Gabinet matematycznych zagadek
- Jak pokroić tort i inne zagadki matematyczne
- Dlaczego prawda jest piękna. O symetrii w matematyce i fizyce
- Stąd do nieskończoności. Przewodnik po krainie dzisiejszej matematyki
- Gabinet matematycznych zagadek. Część II
- 17 Równań, które zmieniły Świat
- Matematyka życia
- Niezwykłe liczby profesora Stewarta (ISBN:978-83-8069-399-9)
- Księga matematycznych tajemnic (Wydawnictwo Literackie, Kraków 2015, ISBN 978-83-08-05515-1)